# Puente romano sobre el río Albarregas
El puente romano sobre el río Albarregas es una obra de ingeniería civil construida por el Imperio romano a finales del siglo I a. C. en la ciudad de Augusta Emerita, actual Mérida (España). Cruza el río Albarregas, afluente del río Guadiana.
En 1912 fue declarado Monumento nacional,
por lo que es Bien de Interés Cultural con categoría de Monumento.
Además, es Patrimonio de la Humanidad por la Unesco desde 1993 como parte del Conjunto arqueológico de Mérida.

## Historia y descripción
Este puente fue construido en la misma época que el otro puente romano de la ciudad, el que cruza el río Guadiana, a finales del siglo I a. C., durante el reinado del emperador Augusto. Marcaba la salida de la ciudad por el norte, por donde es necesario cruzar el río Albarregas, y se encontraba en la prolongación del cardo maximus de la ciudad romana, una de sus dos calles principales. Aquí se iniciaba la importante calzada ab Emerita Asturicam, llamada Vía de la Plata, que se prolongaba hasta Astorga, así como otra vía que en dirección oeste comunicaba con Olissipo, actual Lisboa. Transcurre en paralelo al cercano Acueducto de los Milagros.

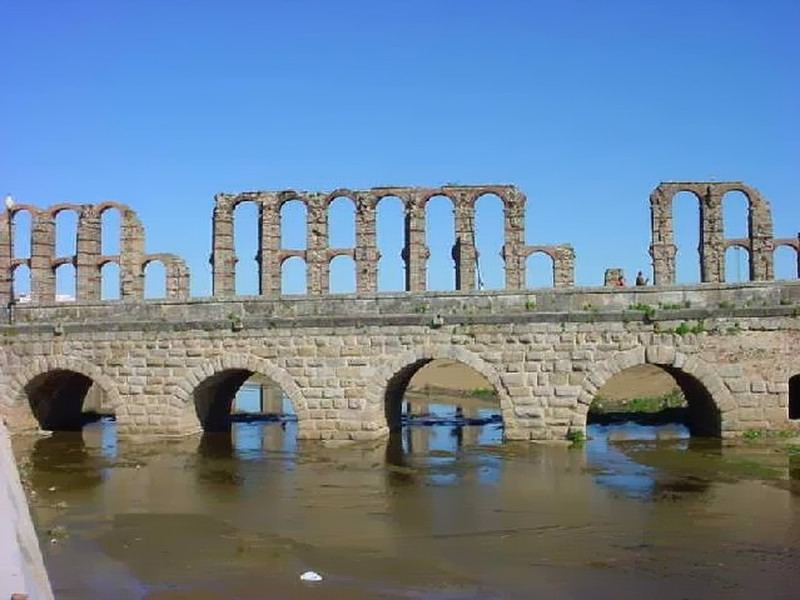
El puente romano y al fondo el acueducto de los Milagros.

La estructura, de gran solidez y en perfecto estado de conservación, está construida con sillares almohadillados de granito, típicos de la arquitectura de la Antigua Roma. Mide 125 metros de largo, 7,9 m de ancho y tiene una altura media de 6,5 m. Consta de cuatro arcos de medio punto, algo diferentes en sus proporciones, que se abren entre sólidas pilas. Sobre estas pilas los tímpanos son macizos y carecen de los aliviaderos que sí tiene el otro puente romano de la ciudad. Aunque la robusta estructura del puente es suficiente para soportar el escaso caudal habitual del río, la fuerza de algunas crecidas puntuales hizo necesaria la apertura de dos pequeños vanos a modo de aliviaderos en su extremo sur, junto a la ciudad. El paramento está formado por sillares de granito de notable almohadillado, que se disponen en hiladas regulares, coincidentes con el orden de las dovelas de los arcos.
El pretil y la cornisa saliente de su parte superior, así como la hilada superior, se añadieron en algún momento del siglo XIX para adecuar la antigua vía a carretera nacional. A pesar de todo, estas pequeñas reparaciones no han afectado de modo sustancial a la primitiva obra romana, que se conserva prácticamente en su totalidad. Su estructura y recubrimiento presentan una evidente semejanza con el puente sobre el Guadiana, lo cual lleva a considerar que este puente sobre el Albarregas se hiciera también en época de Augusto.
Desde 1993 su uso es exclusivamente peatonal.